# Castelo de Budmerice

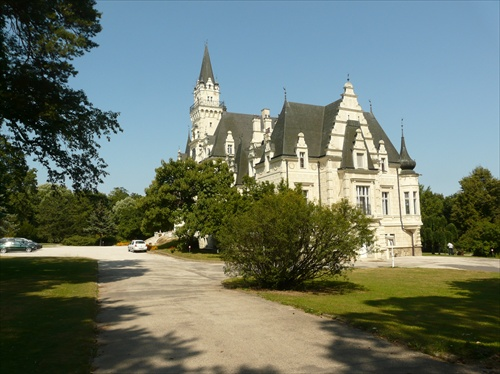
O Castelo de Budmerice

O Castelo de Budmerice localiza-se no vilarejo de Budmerice, no distrito de Pezinok, na região de Bratislava, Eslováquia.

## História
O complexo de prédios, do qual o próprio castelo é arquitetonicamente o mais valioso e dominante, foi construído no século XIX. Há variadas opiniões quanto ao seu estilo arquitetônico, desde o românico até o gótico italiano. Após a Segunda Guerra Mundial, Budmerice foi transformado em um fundo literário de escritores eslovacos. Funciona também como local para conferências nacionais e internacionais.